# Kara Walker

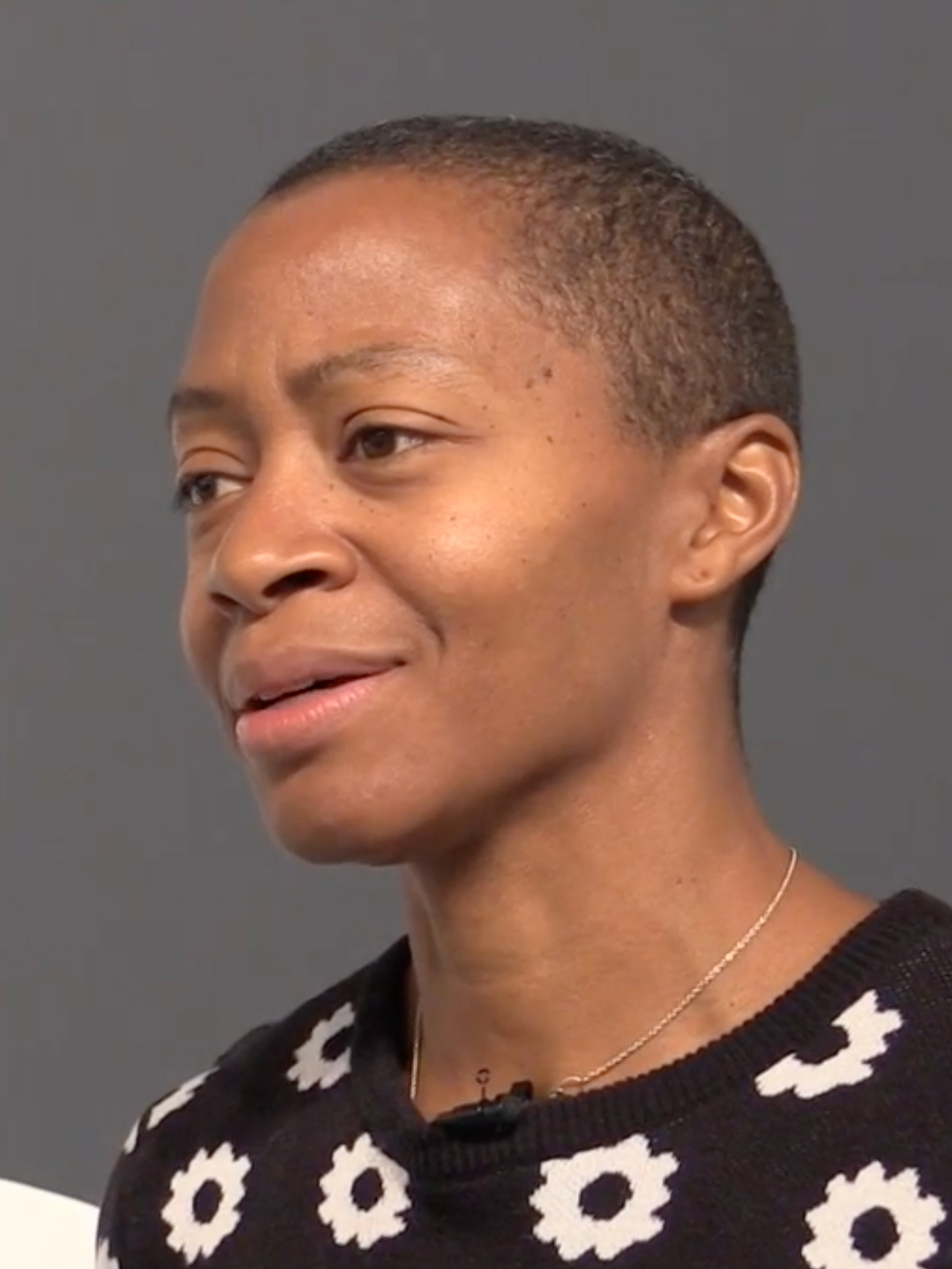
Kara Walker 2013

Kara Elizabeth Walker (* 26. November 1969 in Stockton, Kalifornien, USA) ist eine US-amerikanische Künstlerin. Sie setzt sich in ihrem Werk mit Geschlecht, Identität, Rassismus, Sexualität und Gewalt auseinander. Bekannt ist sie besonders für ihre raumgroßen Tableaus aus schwarzen Scherenschnitten. Sie lebt und arbeitet in New York. Walker gilt als eine der bekanntesten schwarzen amerikanischen Künstlerinnen der Gegenwart.

## Leben
Im Alter von 13 Jahren zog Walker mit ihrer Familie nach Stone Mountain, einem Vorort von Atlanta, weil ihr Vater – der Künstler und Kunstprofessor an der University of the Pacific Larry Walker – eine Stelle an der Georgia State University annahm.
Nach dem Studium am Atlanta College of Art und der Rhode Island School of Design, das sie 1994 mit dem Master of Arts abschloss, übernahm Walker 2002 eine Professur an der Columbia University, New York. Im selben Jahr vertrat sie die USA auf der Biennale von São Paulo in Brasilien. 1997 erhielt sie ein Stipendium der McArthur Foundation.
1997 war sie MacArthur Fellow. 2007 wurde sie in die National Academy of Design, 2012 in die American Academy of Arts and Sciences sowie die American Academy of Arts and Letters und 2018 in die American Philosophical Society gewählt.

## Werk
Bekannt ist Walker für ihre scherenschnittartigen Arbeiten, in denen sie die Sklaverei thematisiert.
Ihre Darstellungen von Macht, Unterdrückung, Rassismus und Sexualität haben oftmals Kontroversen ausgelöst, da sie sich mit den grotesken Schattenseiten der amerikanischen Geschichte und den Abgründen der Kultur beschäftigt. Walker wurde durch ihre riesigen, panoramaartigen Arbeiten bekannt, bei denen sie Scherenschnitte von oftmals menschlicher Größe direkt auf die Wand applizierte und mitunter mit verschiedenfarbigen Lichtquellen anstrahlte. Ein typisches Merkmal ihrer Arbeiten ist, dass sie auf den ersten Blick wie idyllische Märchenszenen anmuten, die sich jedoch bald als gewalttätige Szenen offenbaren. Seit 2004 arbeitet Walker auch im Medium Film mit den typischen Silhouetten, die Thematik dieser Kurzfilme entspricht jener ihrer statischen Arbeiten.
2002 wurden aus der Sammlung Deutsche Bank Beispiele dieser „Scherenschnitte“ in der Berliner Ausstellungshalle Deutsche Guggenheim gezeigt. Einige ihrer Werke wurden im Museum of Modern Art (New York), im San Francisco Museum of Modern Art, im Whitney Museum of American Art in Manhattan, New York City, sowie im MCA in Chicago gezeigt. Walker war im Public Broadcasting Service zu sehen.
Für die Saison 1998/1999 in der Wiener Staatsoper gestaltete sie das erste Großbild der von museum in progress konzipierten Ausstellungsreihe „Eiserner Vorhang“.
2014 schuf Walker in New York City eine 23 Meter lange, elf Meter hohe und 8 Meter breite Sphinx aus mit Zucker beschichtetem Styropor. Die Skulptur wurde mit dem Titel A Subtlety or the Marvelous Sugar Baby im Stadtteil Brooklyn in einer Halle der ehemaligen Domino Sugar Factory in Williamsburg (Brooklyn) gezeigt.

## Zitat
„Man sieht nie das Ganze, sondern nur eine Seite, also bestenfalls die halbe Wahrheit (...) Die Silhouette sagt sehr viel mit sehr wenig Information.“

## Sammlungen
| - Art Institute of Chicago - Baltimore Museum of Art - CCS Bard Hessel Museum, Annandale-on-Hudson - Contemporary Museum, Honolulu - Faulconer Gallery, Grinnell - Solomon R. Guggenheim Museum, New York - Los Angeles County Museum of Art - MAXXI, Rom - Museum of Contemporary Art (Chicago) | - Museum of Modern Art, New York - Renaissance Society, Chicago - Sweeney Art Gallery, Riverside - Tate Gallery, London - The Vera List Center, New York - Ulrich Museum, Wichita - UMMA, Ann Arbor - Walker Art Center, Minneapolis - Whitney Museum, New York |

## Galerien
| - Art Cellar Exchange, San Diego - galerie de multiples, Paris - Galerie Max Hetzler, Berlin - Barbara Krakow Gallery, Boston - Greg Kucera Gallery, Seattle | - Numark Gallery, Washington - Sikkema Jenkins, New York - Taka Ishii Gallery, Tokyo - Kornelia Tamm Fine Arts, Santa Fe - white 8 Galerie, Villach |